# Chemin de fer de Stockton et Darlington

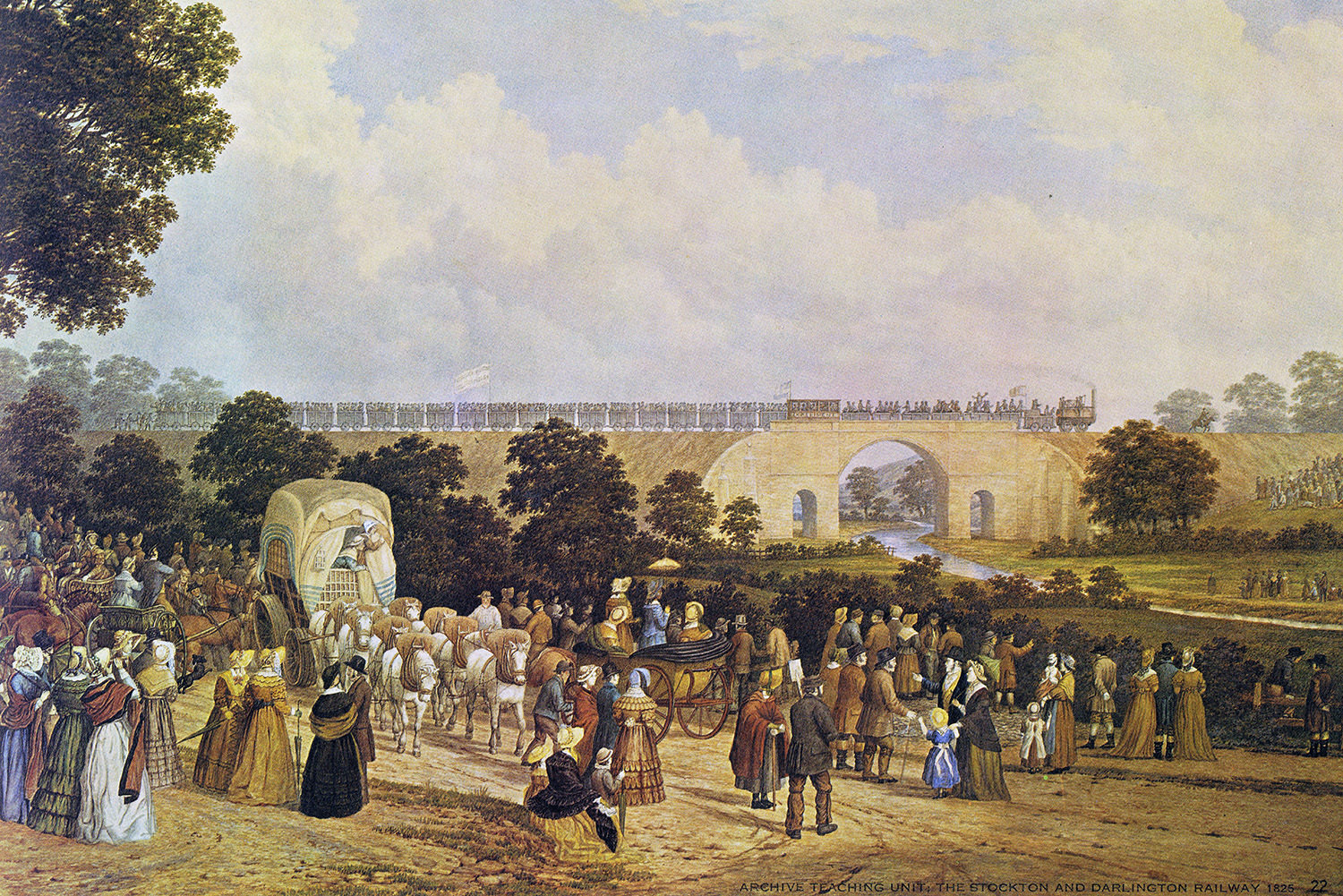
Inauguration du Stockton and Darlington Railway. Tableau de John Dobbin, 1875.

Le chemin de fer de Stockton et Darlington (Stockton and Darlington Railway, S&DR), mis en service en 1825 en Angleterre dans le comté de Durham, fut la première ligne de chemin de fer à utiliser des locomotives à vapeur et à transporter des voyageurs.
La ligne, longue de 40 km, reliait Stockton-on-Tees à Darlington puis, à partir de cette ville, desservait plusieurs houillères proches de Shildon. Le chemin de fer avait pour finalité de relier des mines du comté de Durham à Stockton, port situé dans l’estuaire du fleuve Tees, où la houille pouvait être transbordée sur des bateaux à destination des centres urbains et industriels.

## Histoire
Promue par Edward Pease, opulent marchand de laine de la région, la construction de cette ligne débute en 1821 et est conçue pour un chemin de fer à traction hippomobile, moyen de transport alors courant en Angleterre. Informé de ce projet de chemin de fer, George Stephenson réussit à persuader les promoteurs de la ligne de l'y laisser expérimenter des locomotives à vapeur.
Cette voie ferrée est l’aboutissement d’une série de projets visant à améliorer le transport de la houille des alentours de Shildon et de Bishop Auckland vers Stockton. Pour remédier au convoyage du charbon par cheval ou dos d’âne, qui triplait son prix entre la mine et Stockton, les producteurs envisagèrent à la fin du XVIIIe siècle la construction d’un canal par Winston (à l’ouest de Darlington) jusqu’à Stockton. C’est l’ingénieur Rennie qui le premier, en 1812, proposa un « chemin de fer à ornière » sur le même parcours. Le projet de chemin de fer se concrétisa en 1818 après les études de l’ingénieur gallois Overton. 
La construction de la ligne est autorisée par une loi adoptée par le parlement le 19 avril 1821 après deux premières tentatives infructueuses en 1818 et 1819. En 1823, est voté un amendement à la loi afin de retenir le tracé étudié par George Stephenson qui suggéra, par ailleurs, d’y insérer une disposition autorisant l’emploi de locomotive à vapeur pour la traction des trains. G. Stephenson est nommé ingénieur à la compagnie de chemin de fer.

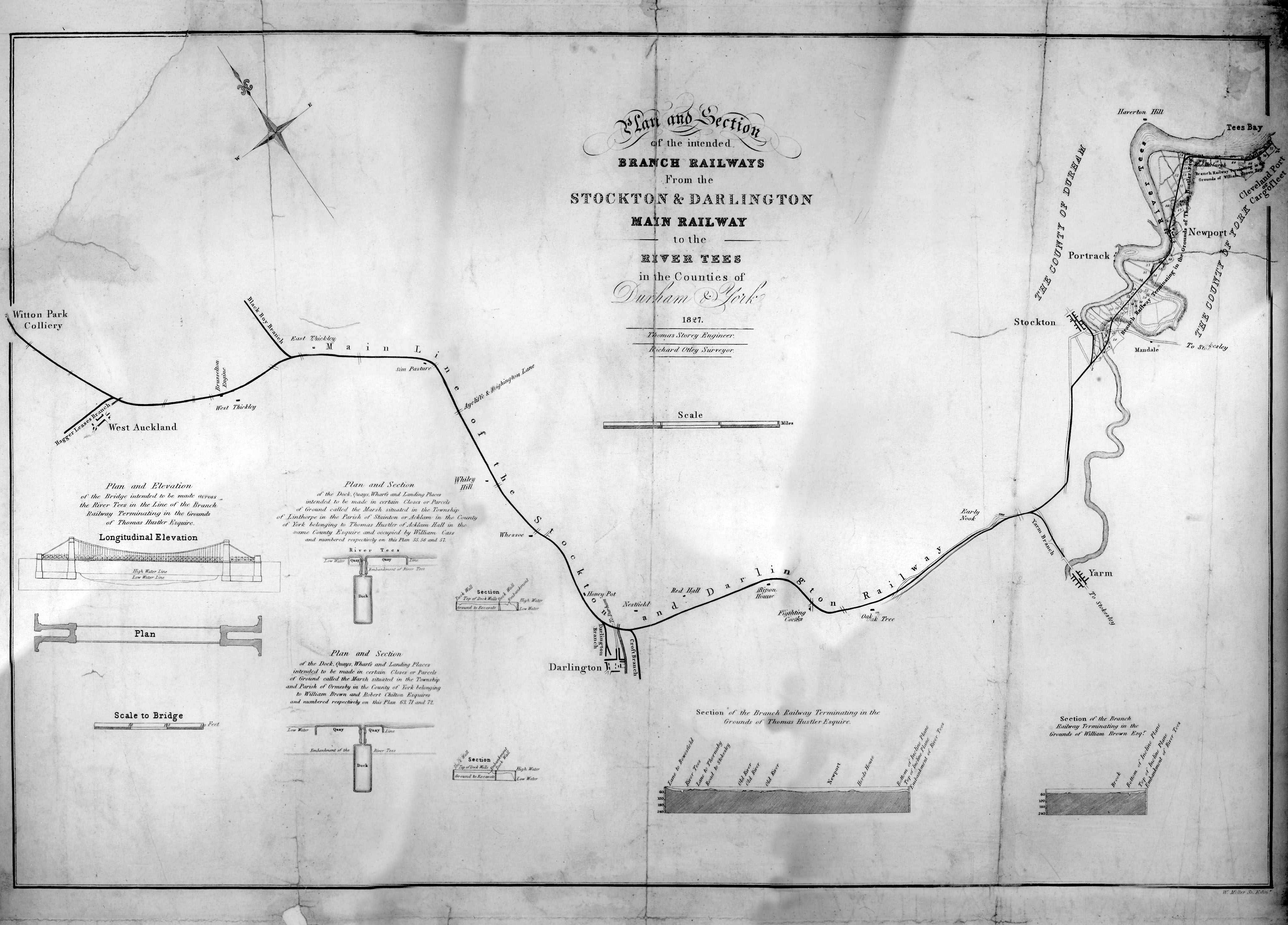
Plan de la ligne (1827).

La ligne, à écartement standard, débute à la houillère de Witton Park (altitude 137 m), au lieu-dit Phoenix Row (en), à l’ouest de Bishop Auckland, à proximité de la rivière Wear. Au moyen d’un premier plan incliné (« Etherley incline »), la ligne gravit une rampe jusqu’à 198 m d’altitude, pour redescendre à 91 m d’altitude et traverser la rivière Gaunless, petit affluent de la Wear, près de St Helen Auckland. La ligne doit ensuite à nouveau gravir une rampe au moyen d’un second plan incliné (« Brusselton incline ») pour atteindre l’altitude de 137 m et redescendre vers Shildon, située dans le bassin de la rivière Tees, où débute la traction par locomotive à vapeur. La ligne rejoint Darlington et se dirige vers son terminus à Stockton-on-Tees. L'infrastructure de la ligne comprenait des ponts ferroviaires, les premiers du genre, dessinés par l'architecte Ignatius Bonomi, considéré comme le « premier architecte ferroviaire ». En 1843, l’ouverture du tunnel de Shildon permet de contourner les obstacles naturels et de rejoindre Bishop Auckland et la rivière Wear, rendant les deux plans inclinés inutiles.
Les locomotives à vapeur étaient alors un moyen technique nouveau, bien qu’expérimenté depuis quelques années dans certaines houillères. Elles étaient lentes, coûteuses et peu fiables. L’opinion n'était pas convaincue qu'elles pourraient être une alternative à la traction animale. Aussi, avant qu'elles fissent réellement leurs preuves, c'est cette dernière qui prédominait dans l'exploitation du S&DR.
George Stephenson construisit, avec l'aide de Timothy Hackworth, trois locomotives qui devaient circuler sur la ligne. La première locomotive qui circula sur le S&DR s'appelait la Locomotion n° 1. 
L'inauguration officielle de la ligne eut lieu le 27 septembre 1825 ; 12 wagons de charbon quittent Phoenix Row et sont hissés au sommet du plan incliné d’Etherlay. À St-Helens, un wagon chargé de farine est accroché au convoi qui est hissé sur le plan incliné de Brusselton pour rejoindre Shildon. Ils sont à leur tour accrochés au convoi en attente, déjà formé et prêt à prendre la route vers Stockton, remorqué par une locomotive à vapeur. Ce premier train n'était pas rapide : il lui fallut deux heures pour parcourir les 19 km du trajet.
La plupart des voyageurs étaient assis à l'air libre dans les wagons à charbon. Il n'y avait qu'une seule voiture à voyageurs, expérimentale, qui ressemblait à une remise en bois munie de roues. Baptisée « The Experiment », elle transportait les personnalités et dirigeants de la compagnie.
Un service expérimental régulier fut rapidement mis en place pour les voyageurs. Les premières locomotives étaient lentes et peu fiables, mais à mesure que la technique de la vapeur s'améliorait, les durées de transport furent progressivement réduits.
Le S&DR restait toutefois un chemin de fer principalement consacré au transport de marchandises et son activité voyageurs était marginale.
La traction à vapeur était relativement chère, comparée à la traction animale, mais elle démontra assez vite sa viabilité économique. Les locomotives à vapeur purent tirer davantage de wagons, et rouler plus vite, si bien que dans une journée de travail moyenne, la charge du coûteux engin à vapeur s'amortissait sur une bien plus grande quantité de charbon que celle du cheval pourtant moins cher.
Il devint vite évident que le mélange de trains à vapeur, plus rapides, et de circulations hippomobiles, plus lentes, ralentissait l'exploitation de la ligne, si bien qu'avec l'amélioration de la technique de la vapeur, qui devenait aussi plus fiable, la traction animale fut progressivement abandonnée.
Au début, l'organisation du S&DR avait peu de rapport avec celle de la plupart des chemins de fer modernes, elle était conduite selon la méthode traditionnelle de l'époque. Ainsi, le S&DR possédait les voies, mais n'exploitait pas les trains ; quiconque lui payait un certain prix pouvait librement faire circuler ses trains à vapeur ou ses véhicules hippomobiles sur la ligne. Cette séparation entre la voie et les trains reproduisait l'organisation en vigueur sur les canaux, où les compagnies gérant ces derniers étaient souvent empêchées d'exploiter elles-mêmes des bateaux.
Il n'y avait aucun horaire, ni aucune forme d'organisation centralisée. Les trains circulaient quand on le voulait et des conflits éclataient souvent entre exploitants à propos du droit d'accès à la ligne.
Cette situation chaotique était supportable pour des circulations de wagons tirés par des chevaux, mais avec l'arrivée des trains à vapeur plus rapides, elle devint vite impraticable. Une vitesse plus élevée signifiait en cas de collision de graves conséquences. Avec l'avènement de la vapeur, il fallut mettre au point de nouvelles méthodes d'exploitation.

## Chemin de fer classique
À partir de 1833, le S&DR fut entièrement exploité à l'aide de locomotives à vapeur et, progressivement, il se rapprocha des chemins de fer modernes. La compagnie du Stockton et Darlington resta le seul exploitant de la ligne, la voie fut doublée pour permettre la circulation simultanée de trains dans les deux sens, des horaires furent établis et un système de signalisation fruste fut mis en place pour prévenir les collisions. Ces méthodes d'exploitation ont été reprises dans tous les chemins de fer du monde.
En 1833, le chemin de fer a été prolongé jusqu’à Middlesbrough, en aval de Stockton, en un lieu plus profond du fleuve Tees, facilement accessible aux bateaux. Ces succès ont donné naissance au boom ferroviaire des années 1840 en Angleterre comme en France.
Le S&DR connut un très grand succès commercial et financier. Il ouvrit la voie au transport ferroviaire moderne.
Le savoir-faire que Stephenson et son apprenti Joseph Locke ont acquis sur le S&DR, tant dans la construction des voies que dans celle des locomotives, leur permit, quelques années plus tard, de construire le Liverpool and Manchester Railway, la première ligne de chemin de fer construite spécialement pour la vapeur, ainsi que sa locomotive révolutionnaire La Fusée. La compagnie fut aussi un terrain d'expérience fertile pour d'autres ingénieurs. Ainsi, en 1833, Daniel Adamson y fut l'apprenti de Timothy Hackworth et, plus tard, ouvrit sa propre affaire de construction de chaudières à Manchester.
Le S&DR fut absorbé par le North Eastern Railway en 1863, qui lui-même fusionna avec le London and North Eastern Railway en 1922. Une grande partie de la ligne originelle du S&DR est encore en exploitation de nos jours.